# Eirik Kvalfoss
Eirik Kvalfoss (Voss, Noruega 1959) és un biatleta noruec, ja retirat, que destacà a la dècada del 1980.

## Biografia
Va néixer el 25 de desembre de 1959 a la ciutat de Voss, població situada al comtat de Hordaland.

## Carrera esportiva
Va participar en els Jocs Olímpics d'Hivern de 1984 realitzats a Sarajevo (Iugoslàvia) on aconseguí guanyar tres medalles: la medalla d'or en els 10 km. esprint, la medalla de plata en els relleus 4x7,5 km i la medalla de bronze en els 20 quilòmetres. En els Jocs Olímpics d'Hivern de 1988 realitzats a Calgary (Canadà) finalitzà sisè en les proves dels 20 km i dels relleus 4x7,5 km i vintè en la prova dels 10 km. esprint. En els Jocs Olímpics d'Hivern de 1992 realitzats a Albertville (França) finalitzà cinquè en la prova dels relleus 4x7,5 km, vint-i-setè en els 20 km i quaranta-setè en els 10 km. esprint.
Al llarg de la seva carrera aconseguí guanyar tretze medalles en el Campionat del món de biatló, destacant les tres medalles d'or aconseguides en la prova dels 10 km. esprint (1982 i 1983) i en la prova dels 20 km. (1989).